# Cyprinus yilongensis
Cyprinus yilongensis је зракоперка из реда Cypriniformes и породице Cyprinidae.

## Распрострањење
Ареал врсте је био ограничен на једну државу. Кина је била једино познато природно станиште врсте.

## Станиште
Ранија станишта врсте су била слатководна подручја.

## Угроженост
Ова врста је наведена као изумрла, што значи да нису познати живи примерци.